# تاوانیاچو
تاوانیاچو (به ایتالیایی: Tavagnacco) یک کومونه در ایتالیا است که در استان اودینه واقع شده‌است.

## خصوصیات
تاوانیاچو ۱۵٫۴ کیلومترمربع مساحت و ۱۴٬۴۴۷ نفر جمعیت دارد و ۱۳۷ متر بالاتر از سطح دریا واقع شده‌است.